# Roque Omar Martinelli Picart
Roque Omar Martinelli Picart (Soriano, 12 de marzo de 1956) es un político y terapeuta uruguayo creador del reconocido “Método Martinelli”. Exmiembro de la Junta Departamental de Maldonado. Candidato a la Intendencia de Maldonado en dos oportunidades. 
Fue elegido Edil Departamental en el período de gobierno entre los años 1995-2000. Posteriormente diputado suplente de la Cámara de Representantes de Uruguay, en diversas ocasiones ejerció labores en el Parlamento Nacional.  
Durante 2004 anunció su aspiración departamental y se presentó como precandidato en las elecciones primarias elaboradas por el Partido Colorado, para escoger al abanderado de dicho partido en torno a las elecciones por la Intendencia del año 2005; resultando favorecido como el candidato a la Intendencia de Maldonado con mayor cantidad de votos dentro del Partido Colorado.                                                    
Terapeuta en técnicas complementarias desde hace 38 años. Creador del denominado “Método Martinelli”, reconocido por su efectividad en los resultados.[cita requerida] Se destacó como futbolista en varios equipos en Uruguay. 
Tiene una relevante trayectoria en la gerencia de Empresas en el área de la comercialización de Papel en Brasil para América Latina.

## Biografía
Roque Martinelli desarrollo una prominente carrera futbolística, se destacó en la selección de su departamento. En el año 1972 se radicó en Montevideo e incursiona en el Club Social y Deportivo Huracán Buceo, de ahí pasa a Wanderers Fútbol Club, mientras cursaba sus estudios en el Liceo N° 10 en Malvín.
Esto le permite conocer el ambiente deportivo más popular del país.
En 1975 un siniestro de tránsito en la ciudad de San José le impide continuar con su carrera deportiva.
El país convulsiona debido a la dictadura militar y Martinelli decide radicarse en San Pablo, Brasil, reinicia su vida. Comienza a estudiar y desarrollarse en diferentes técnicas orientales (Acupuntura, Do-In.Shiatzu, Reflexología, Osteopatía) y manipulación estructural. Su vinculación con el fútbol le permite aplicar sus conocimientos técnicos a jugadores del Sport Club Corinthians Paulista, Palmeiras, Guarani de Campinas, muchos de ellos uruguayos.
Allí conoció y atendió a grandes jugadores de los clubes más importantes de Brasil.

## Gerencia en el exterior.
En 1981 comienza a desempeñar la gerencia de la Empresa Río Branco Industrias y Eximbras Comercial en el área de exportación de papel y línea offset para América Latina. Esta experiencia lo acerca nuevamente a Uruguay a comerciar con las empresas más importantes del área del papel.
Después de 9 años regresa a Uruguay, visita a su hermano en la ciudad de San Carlos, atiende como terapeuta a un amigo de la familia, debido a su conformidad, la presencia de Martinelli no paso inadvertida.

## Método Martinelli
Se instala definitivamente en 1988 en la ciudad Punta del Este. Desde ese momento no ha dejado de trabajar con pacientes uruguayos y extranjeros aplicando con éxito el “Método Martinelli”, que no presenta contraindicaciones y es natural. Pro sistema médico, ocupa un espacio reconocido por académicos por las buena experiencia de los pacientes asistidos.  Pacientes de diversas nacionalidades han experimentado el placer de la recuperación y bienestar.  

## Actividad Política
En 1990 comienza su militancia activa acompañando a Ernesto Rodríguez Altez del Partido Colorado, resulta edil departamental. Por las exigencias de su trabajo decide que Luis Vergara lo sustituya. También fue convencional del Partido Colorado, siendo candidato en varias ocasiones a diferentes cargos electivos. Siempre voto y trabajó dentro del Partido Colorado tanto en elecciones internas como nacionales.
Debido a discrepancias con el Partido en las elecciones a nivel departamental del año 2015, en el entendido que la colectividad necesitaba cambios estructurales, así como generar nuevos espacios para que surgieran nuevos dirigentes y líderes, apoyó al candidato del Frente Amplio Dr. Darío Pérez.
Hoy, consolidado laboralmente y familiarmente decide generar un nuevo espacio dentro de la estructura del Partido Colorado, creándolo con el respaldo de vecinos, amigos, profesionales, técnicos y partidarios, que lo acompañan para lograr los objetivos de tener un departamento y un país más justo, más equitativo y sostenible, y pugnar en la interna del Partido Colorado el próximo 30 de junio.